# Peter von Meyendorff

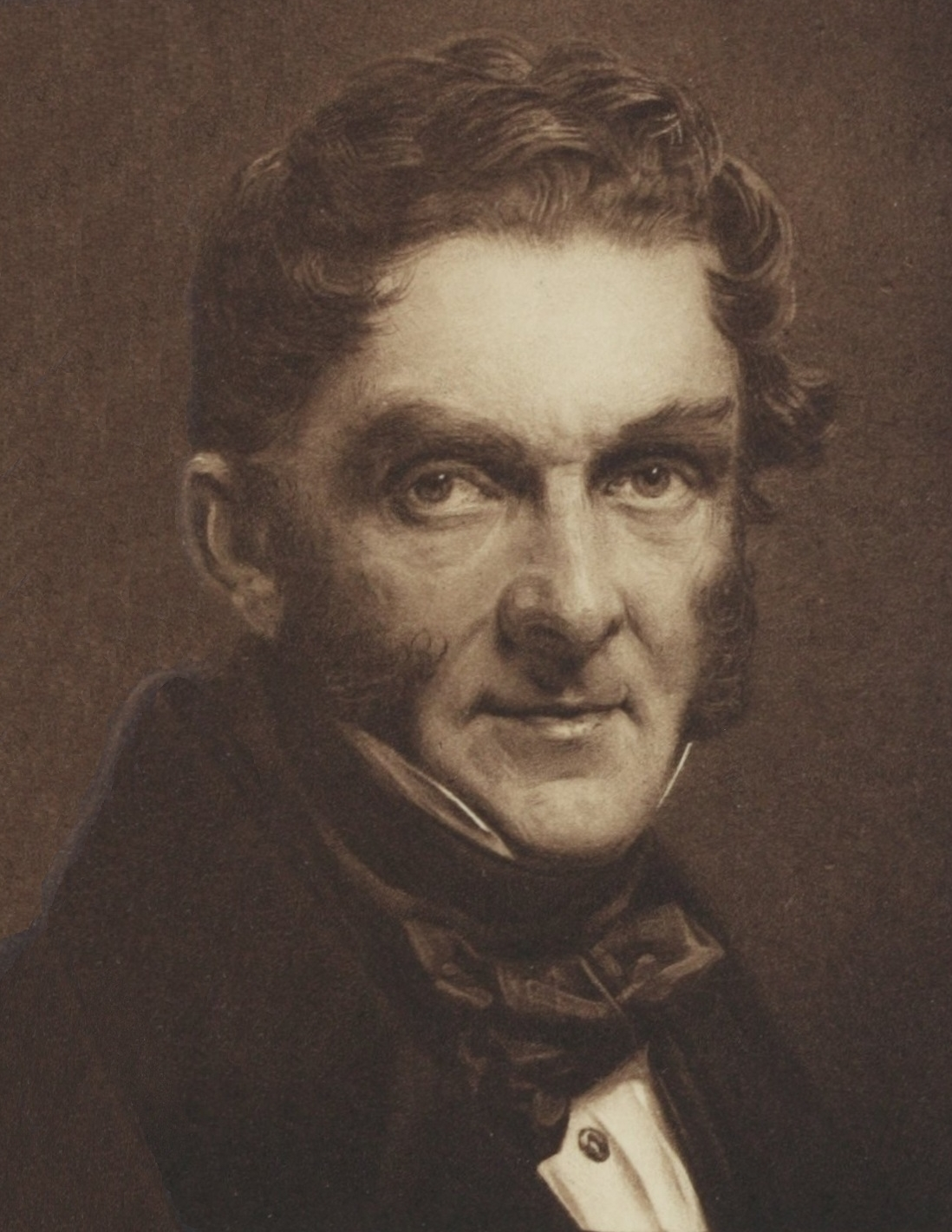
Peter von Meyendorff

Peter Leonhard Suidigerius baron von Meyendorff (Russisch: Пётр Казимирович Мейендорф, Peter Kasimirovitsj Meyendorff) (Riga, 13 augustus 1796 - Sint-Petersburg, 7 maart 1863) was een Russisch diplomaat.
Meyendorff werd geboren als de zoon van baron Kasimir von Meyendorff en Anna Katharina von Vegesack. In 1812 trad hij toe tot de Russische diplomatieke dienst en diende vanaf 1817 bij het Ministerie van Buitenlandse Zaken. Meyendorff diende als diplomaat in  Nederland (1820-1824), Spanje (1824-1827), Wenen (1827-1832) en Stuttgart (1832-1839). In 1839 werd hij benoemd tot de Russische ambassadeur in Pruisen. Tussen 1850 en 1854 was hij ambassadeur in Wenen.